# Nieuw-Zeeland op de Olympische Zomerspelen 1924
Nieuw-Zeeland nam deel aan de Olympische Zomerspelen 1924 in Parijs, Frankrijk. Er werd één bronzen medaille gewonnen. De Nieuw-Zeelander Buz Sutherland kwam uit voor Zuid-Afrika uit op de tienkamp waar hij als vijfde eindigde.

## Medailleoverzicht
| Sport    | Olympiër       | Discipline | Medaille |
| -------- | -------------- | ---------- | -------- |
| Atletiek | Arthur Porritt | 100m (m)   | Brons    |

## Deelnemers en resultaten
(m) = mannen, (v) = vrouwen, (g) = gemengd

### Atletiek
| Olympiër       | Discipline | Resultaat | Prestatie                                                                                       |
| -------------- | ---------- | --------- | ----------------------------------------------------------------------------------------------- |
| Arthur Porritt | 100m (m)   | Brons     | serie 1: 2de in 10,9 kwartfinale 2: 2de in 10,9 halve finale 1: 2de in 11,1 finale: 3de in 10,8 |
| Arthur Porritt | 200m (m)   | 12e       | serie 4: 1ste in 22,4 halve finale 1: 6de in 22,6                                               |

### Boksen
| Olympiër      | Discipline  | Resultaat | Prestatie                            |
| ------------- | ----------- | --------- | ------------------------------------ |
| Charlie Purdy | -61,2kg (m) | 17e       | 1ste ronde: V van FRA Tholey: punten |

### Zwemmen
| Olympiër      | Discipline          | Resultaat | Prestatie                                                                    |
| ------------- | ------------------- | --------- | ---------------------------------------------------------------------------- |
| Clarrie Heard | 200m schoolslag (m) | 13e       | serie 5: 3de in 3.09,0                                                       |
|               |                     |           |                                                                              |
| Gwitha Shand  | 100m vrije slag (v) | 8e        | serie 4: 2de in 1.21,0 halve finale 2: 3de in 1.22,4                         |
| Gwitha Shand  | 400m vrije slag (v) | DNF       | serie 4: 1ste in 6.23,6 halve finale 1: 3de in 6.24,4 finale: niet gefinisht |

Argentinië · Australië · België · Brazilië · Brits-Indië · Bulgarije · Canada · Chili · Cuba · Denemarken · Ecuador · Egypte · Estland · Filipijnen · Finland · Frankrijk · Griekenland · Groot-Brittannië · Haïti · Hongarije · Ierland · Italië · Japan · Joegoslavië · Letland · Litouwen · Luxemburg · Mexico · Monaco · Nederland · Nieuw-Zeeland · Noorwegen · Oostenrijk · Polen · Portugal · Roemenië · Spanje · Tsjecho-Slowakije · Turkije · Uruguay · Verenigde Staten · Zuid-Afrika · Zweden · Zwitserland